# Turkozelotes
Turkozelotes Kovblyuk & Seyyar, 2009 è un genere di ragni appartenente alla famiglia Gnaphosidae.

## Distribuzione
Le 2 specie note di questo genere sono state reperite in Russia e in Turchia.

## Tassonomia
Non sono stati esaminati esemplari di questo genere dal 2011.
Attualmente, a gennaio 2016, si compone di 2 specie:
- Turkozelotes microb Kovblyuk & Seyyar, 2009[2] — Turchia
- Turkozelotes mirandus Ponomarev, 2011 — Russia